# Hydraulisk övergångszon II
Övergångszon II i Moody-diagrammet är ett strömningstillstånd, som ligger mellan det hydrauliskt glatta och hydrauliskt råa området. I denna övergångszon når de grövsta av rörets inre ojämnheter igenom det laminära underskiktet, samtidigt som de mindre ojämnheterna inne i röret fortfarande täcks av det laminära underskiktet. Strömningen är alltid turbulent inom denna övergångszon.
Många nya bruksrör hamnar inom denna övergångszon, för att successivt överföras till hydraulisk råa förhållanden när de börjar bli slitna.

## Gränsvärden
Gränsen mellan hydraulisk glatt och övrgångszon II anses inträffa när skrovlighetens reynoldstal (Re*) blir 3,1-4. Denna gräns brukar ibland benämnas g3.
Gränsen mellan övergångszon II och hydraulisk rått anses inträffa när skrovlighetens reynoldstal överstiger värdet 45,4 -58,8, där det mindre värdet gäller för korrugerade plastledningar och det större värdet gäller för betongledningar. Denna gräns brukar ibland benämnas g4.

## Flödesberäkningar
Att beräkna friktionstalet (λ) i Darcy-Weisbachs ekvation för denna övergångszon, är mer komplicerat än för både hydraulisk glatt och hydraulisk rått område och görs säkrast med Prandtl-Nikuradse-Colebrooks formel.

## Vid låga värden på den relativa råheten
När den relativa råheten (ξ) understiger 0,001, blir denna övergångszon så pass smal i Moody-diagrammet att den beräkningsmässigt ofta kan bortses. Då slår man också samman de båda gränserna g3 och g4 till en enda gräns kallad g´3.